# Gösta Terserus
Gösta Olof Edvard Terserus, född 15 juli 1904 i Maria Magdalena i Stockholm, död 25 augusti 1978 i Jakobs församling i Stockholm, var en svensk teaterskolledare och skådespelare.

## Biografi
Terserus studerade vid Dramatens elevskola 1924–1926. Han var engagerad vid Ernst Eklunds teatrar 1929–1939. Han kom att regissera sju Casino-revyer. Vid sidan av arbetet på teatern drev han 1939–1960 en elevskola i Stockholm, först vid Munkbron och från 1953 på Blasieholmen. Han utnämndes till rektor för Riksteaterns elevskola 1960. Mellan åren 1929 och 1932 var han gift med skådespelaren Stina Seelig. Terserus är begravd på Gamla kyrkogården i Gävle.

## Filmografi
- 1925 – Öregrund-Östhammar
- 1936 – Flickorna på Uppåkra
- 1941 – Striden går vidare

## Teater

### Roller
| År   | Roll                               | Produktion                                                               | Regi            | Teater                  |
| ---- | ---------------------------------- | ------------------------------------------------------------------------ | --------------- | ----------------------- |
| 1925 | d'Estivet                          | Sankta Johanna George Bernard Shaw                                       | Gustaf Linden   | Dramaten                |
| 1926 | En betjänt                         | Jokern H. Marsh Harwood                                                  | Olof Molander   | Dramaten                |
| 1928 | En arbetare                        | Mördaren Hildur Dixelius                                                 | Ernst Eklund    | Komediteatern           |
| 1929 | Filch                              | Tolvskillingsoperan Bertolt Brecht och Kurt Weill                        | Ernst Eklund    | Komediteatern           |
| 1930 | En piccolo                         | God morgon, Bill P.G. Wodehouse och Ladislaus Fodor                      | Gösta Cederlund | Komediteatern           |
| 1931 | Officer                            | Lilla Katarina (La Petite Catherine) Alfred Savoir                       | Ernst Eklund    | Komediteatern           |
| 1934 |                                    | Tovaritch Jacques Deval                                                  | Ernst Eklund    | Komediteatern           |
| 1936 | Helmbold, prior av Franciskusorden | Regina von Emmeritz Zacharias Topelius                                   | Ernst Eklund    | Skansens friluftsteater |
| 1937 | Maurice du Vernay                  | Timmen H Pierre Chaine                                                   | Ernst Eklund    | Komediteatern           |
| 1938 | Vilhelm                            | Värmlänningarna Fredrik August Dahlgren och Andreas Randel               | Ernst Eklund    | Skansens friluftsteater |
| 1938 |                                    | Tolvskillingsoperan (Die Dreigroschenoper) Bertolt Brecht och Kurt Weill | Ernst Eklund    | Oscarsteatern           |

### Regi (ej komplett)
| År   | Produktion                                      | Upphovsmän                                  | Teater                   |
| ---- | ----------------------------------------------- | ------------------------------------------- | ------------------------ |
| 1933 | Tom Sawyer                                      | Carl-Otto Sandgren                          | Komediteatern            |
| 1935 | Trettondagsafton Twelfth Night                  | William Shakespeare                         | Komediteatern            |
| 1935 | Nöddebo prästgård Nøddebo præstegård            | Elith Reumert                               | Komediteatern            |
| 1936 | Erasmus Montanus                                | Ludvig Holberg                              | Komediteatern            |
| 1937 | Buffalo Bill                                    | Carl-Otto Sandgren                          | Komediteatern            |
| 1937 | Pojkar                                          | Gösta Terserus                              | Komediteatern            |
| 1938 | Huckleberry Finns äventyr                       | Komediteatern                               |                          |
| 1939 | Livet på landet                                 | Peter Fristrup                              | Oscarsteatern            |
| 1944 | Tjugo svarta fötter, revy                       | Stig Bergendorff och Gösta Bernhard         | Casinoteatern            |
| 1945 | Hjärtan och njurar The Hasty Heart              | John Patrick                                | Malmö stadsteater        |
| 1945 | Galopperande hickan, revy                       | Stig Bergendorff och Gösta Bernhard         | Casinoteatern            |
| 1946 | Hjärtan och njurar The Hasty Heart              | John Patrick Översättning Herbert Wärnlöf   | Helsingborgs stadsteater |
| 1946 | Den ridderliga flugan, revy                     | Stig Bergendorff och Gösta Bernhard         | Casinoteatern            |
| 1947 | Alltid pippi, revy                              | Stig Bergendorff och Gösta Bernhard         | Casinoteatern            |
| 1948 | Oh, eller Olympiska hetsen, revy                | Stig Bergendorff och Gösta Bernhard         | Casinoteatern            |
| 1950 | 25-öresrevyn, eller Hjälp, revy                 | Stig Bergendorff och Gösta Bernhard         | Casinoteatern            |
| 1951 | Vår lilla stad                                  | Thornton Wilder                             | Stockholms parkteater    |
| 1951 | Drömtolvan, revy                                | Stig Bergendorff och Gösta Bernhard         | Casinoteatern            |
| 1952 | Anderssons sagor, revy                          | Stig Bergendorff och Gösta Bernhard         | Casinoteatern            |
| 1953 | Positivhataren                                  | August Blanche Bearbetning Per Erik Wahlund | Parkteatern              |
| 1956 | Job Klockmakares dotter                         | Sara Lidman                                 | Riksteatern              |
| 1957 | Kärlekens komedi Le jeu de l'amour et du hazard | Pierre de Marivaux                          | Riksteatern              |
| 1957 | Gringoire                                       | Théodore de Banville                        | Parkteatern              |
| 1960 | På tre man hand Tre maa man være                | Jens Locher                                 | Parkteatern              |
| 1962 | Erasmus Montanus                                | Ludvig Holberg                              | Parkteatern              |